# Saint-Médard (Gers)
Saint-Médard (okzitanisch Sent Mesard) ist eine französische Gemeinde mit 345 Einwohnern (Stand: 1. Januar 2022) im Département Gers in der Region Okzitanien (vor 2016 Midi-Pyrénées). Sie gehört zum Arrondissement Mirande und zum Kanton Mirande-Astarac. Die Einwohner werden Saint-Médardais genannt.

## Lage
Saint-Médard liegt sn der Petite Baïse, etwa 20 Kilometer südwestlich von Auch. Nachbargemeinden von Saint-Médard sind Idrac-Respaillès im Norden, Loubersan im Nordosten und Osten, Clermont-Pouyguillès im Südosten, Moncassin im Südosten und Süden, Belloc-Saint-Clamens im Südwesten, Berdoues im Südwesten und Westen sowie Mirande im Westen und Nordwesten.

## Bevölkerungsentwicklung
| Jahr                       | 1962 | 1968 | 1975 | 1982 | 1990 | 1999 | 2006 | 2011 | 2020 |
| Einwohner                  | 338  | 282  | 281  | 274  | 277  | 293  | 338  | 323  | 343  |
| Quellen: Cassini und INSEE |      |      |      |      |      |      |      |      |      |

## Sehenswürdigkeiten

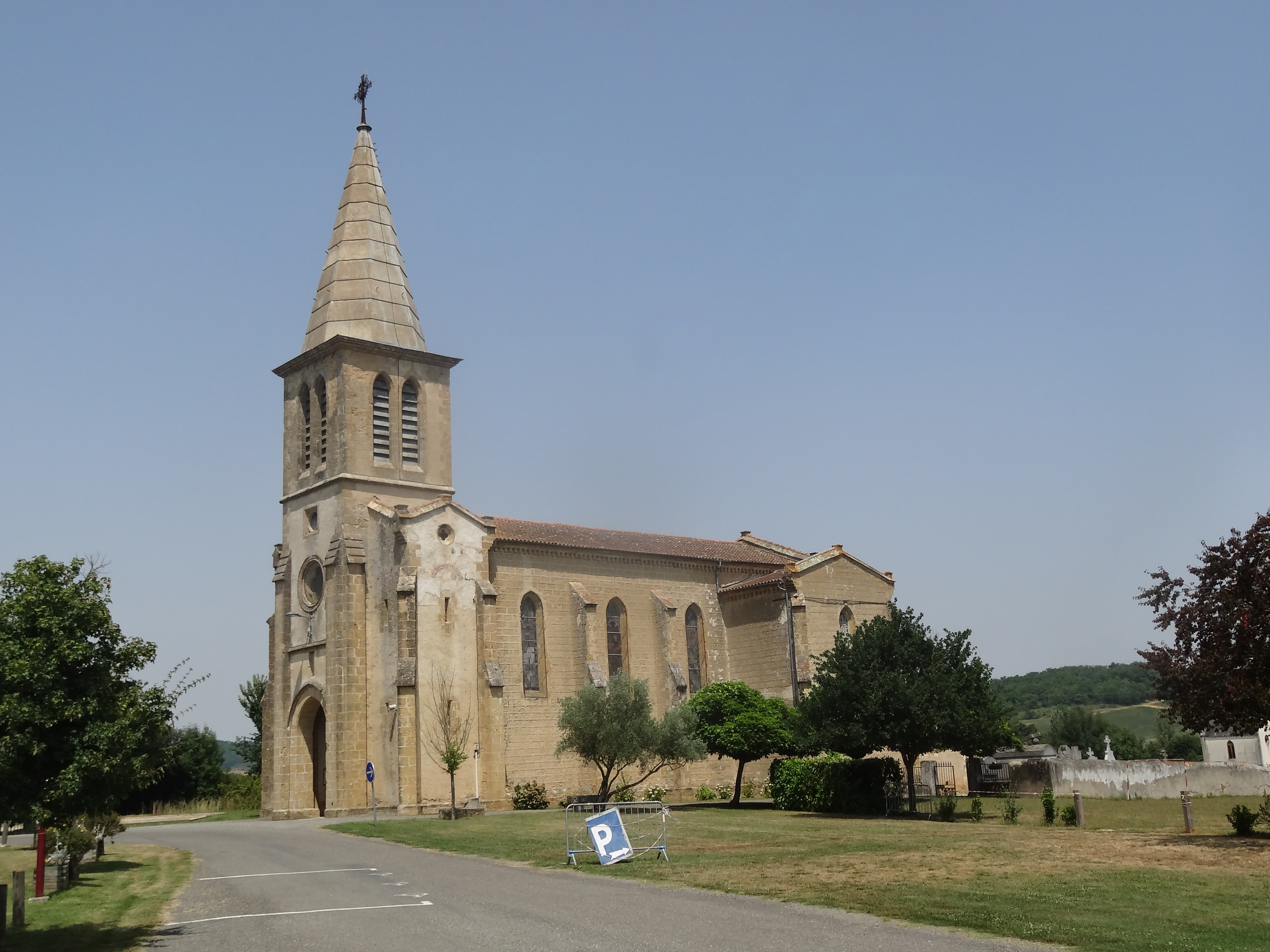
Kirche Saint-Médard
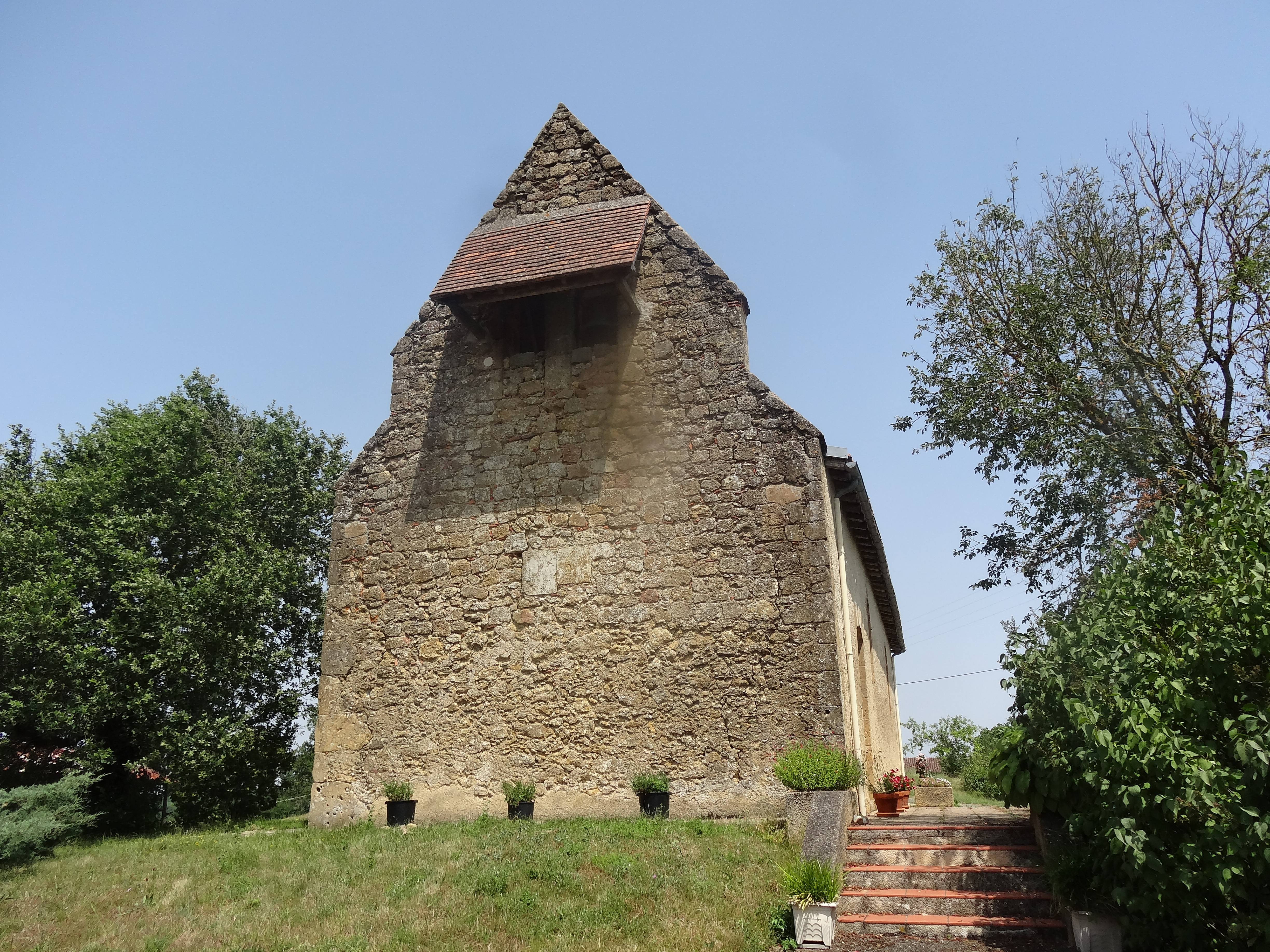
Kapelle Saint-Barthélemy im Ortsteil Mongardin
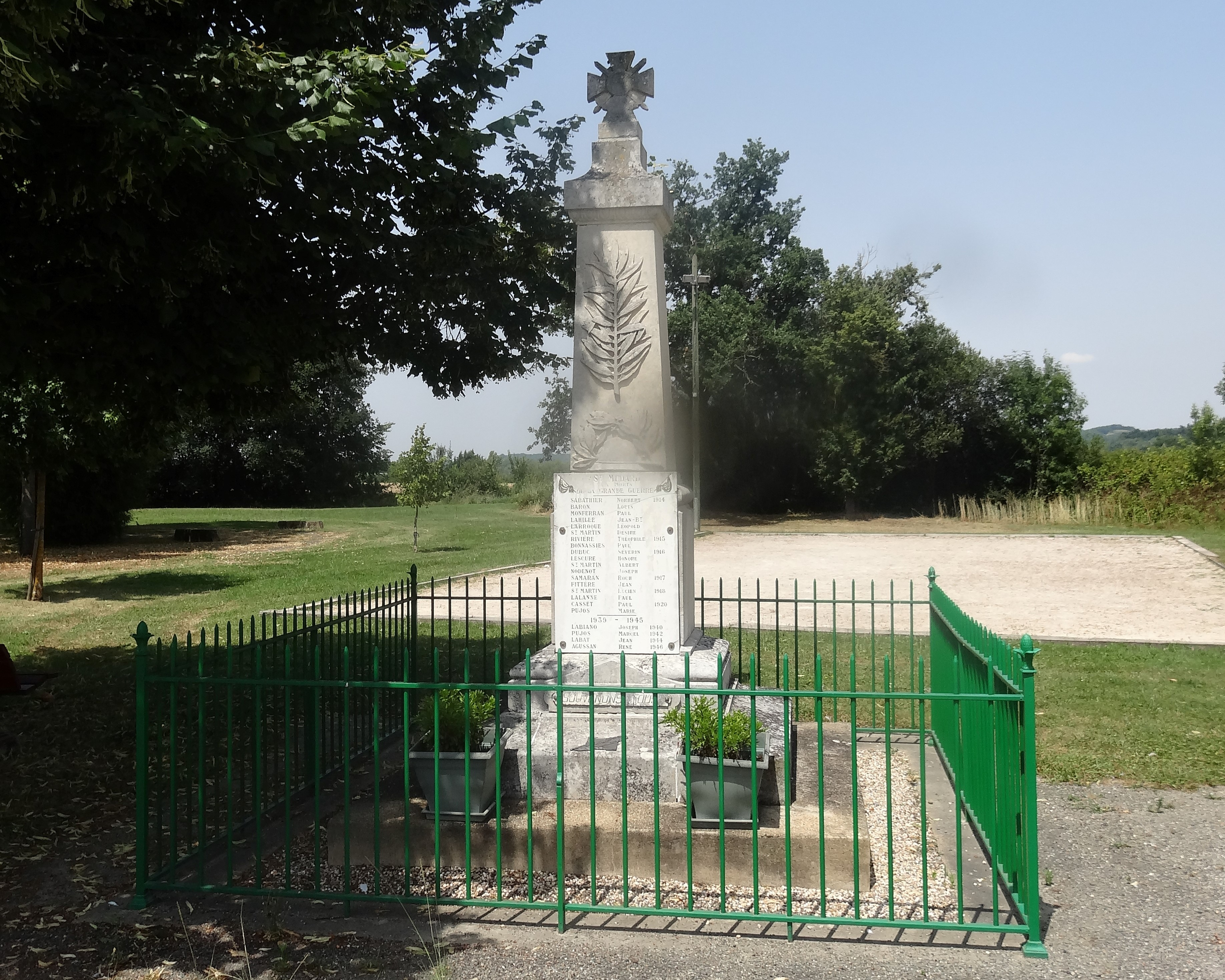
Gefallenendenkmal
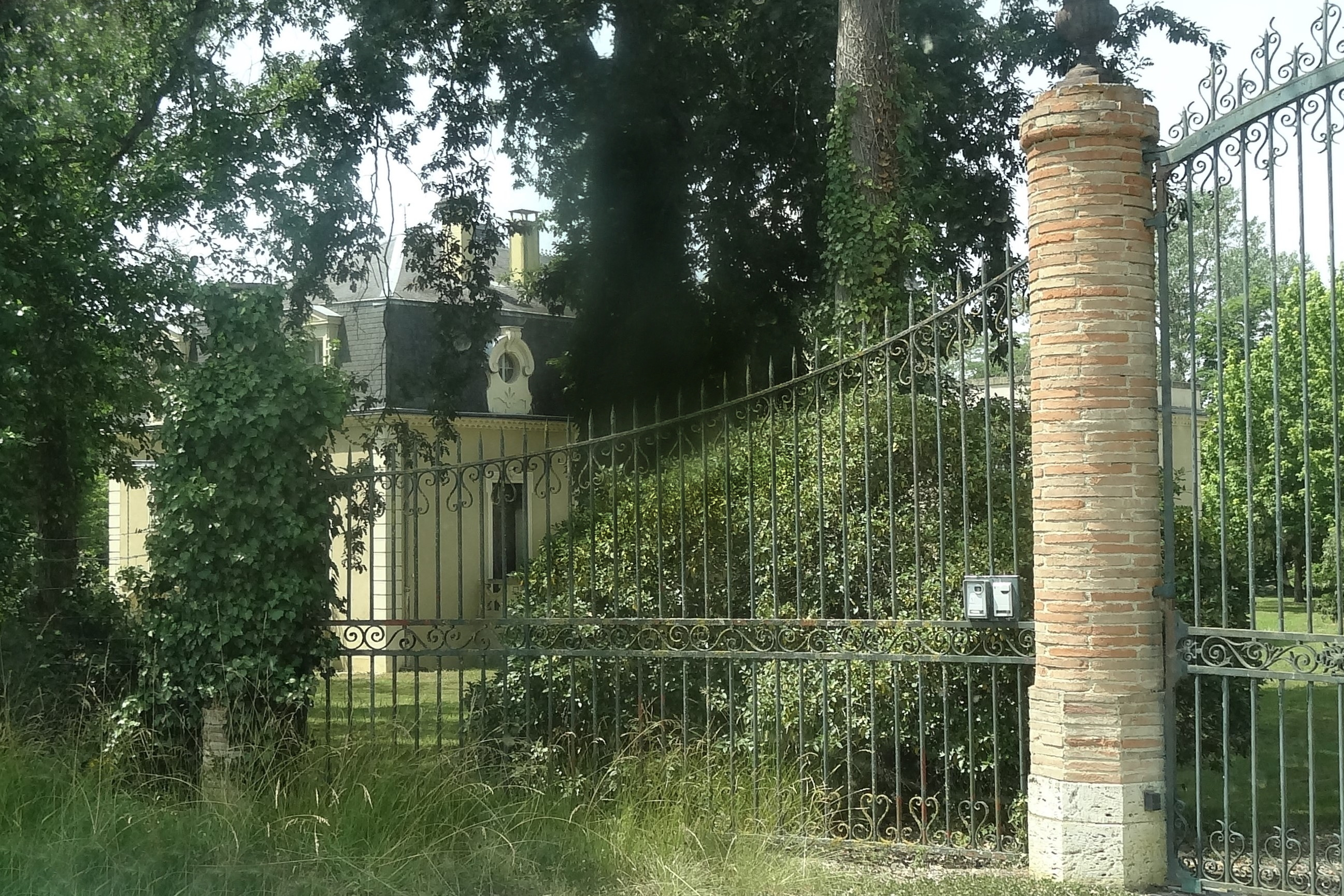
Schloss Flourette mit Park
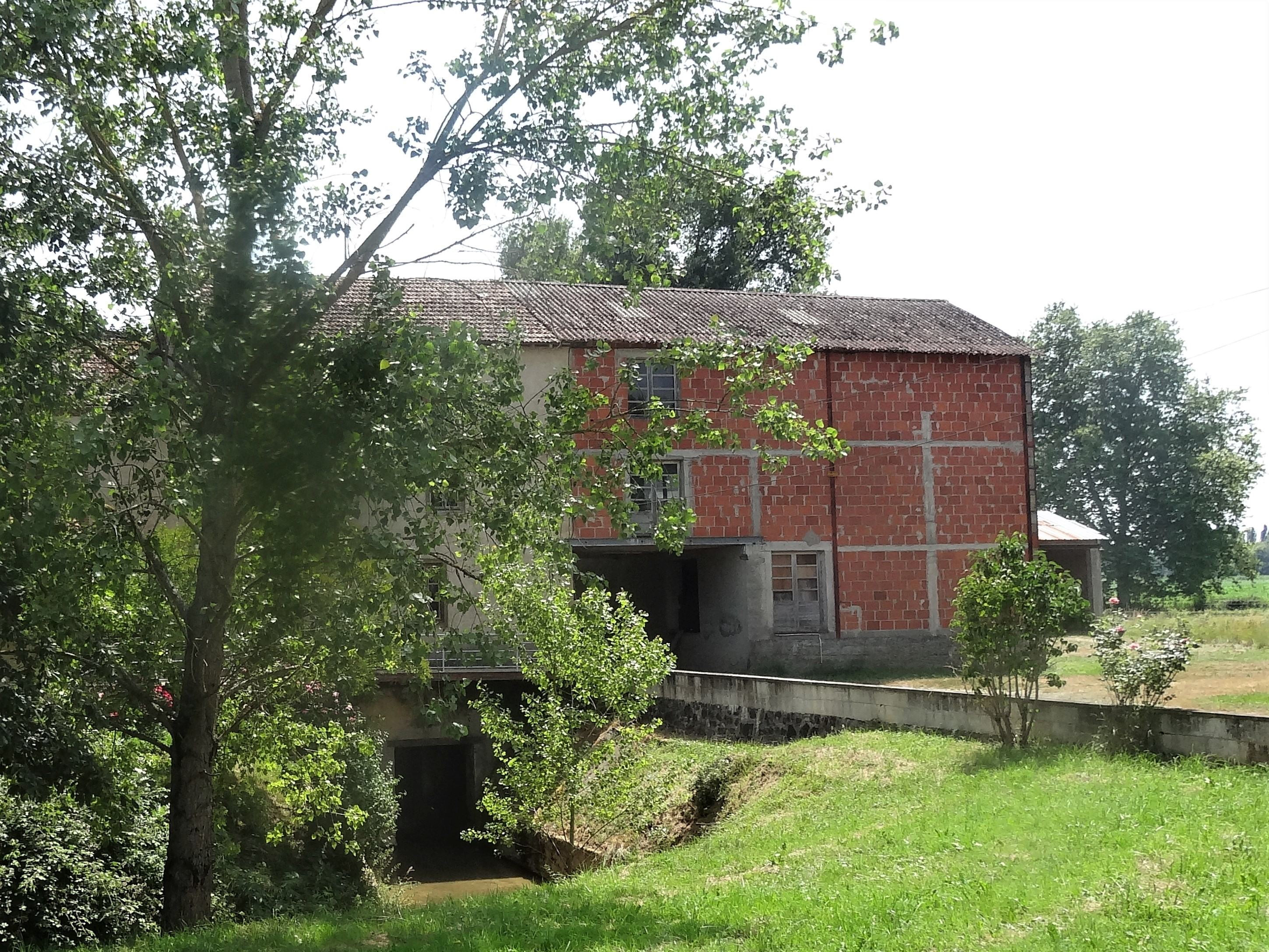
Wassermühle

- Kirche Saint-Médard
- Kapelle Saint-Barthélemy
- Gefallenendenkmal
- Schloss Flourette
- Wassermühle